# Orrengrund
Orrengrund (Båklandet) är en ö i Finland. Den ligger i Finska viken och i kommunen Lovisa i den ekonomiska regionen  Lovisa i landskapet Nyland, i den södra delen av landet. Ön ligger omkring 84 kilometer öster om Helsingfors.
På ön finns fyr och lotsstation. Öns area är 28,2 hektar och dess största längd är 1,2 kilometer i öst-västlig riktning.

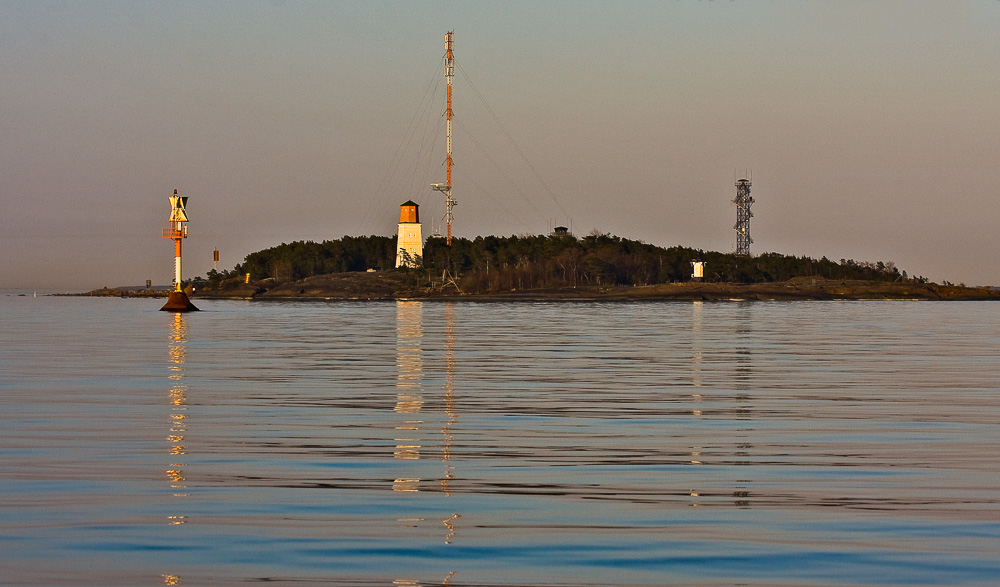
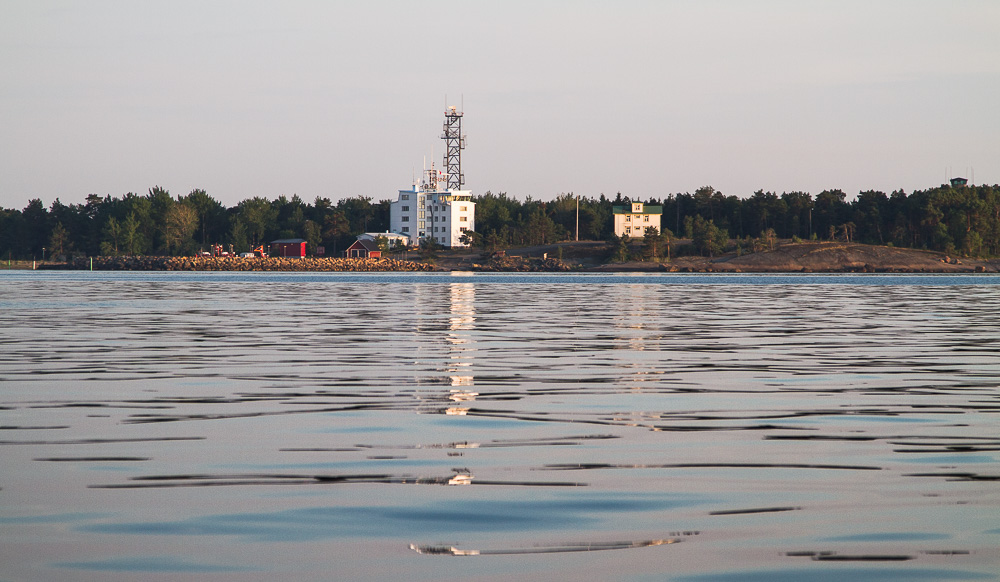
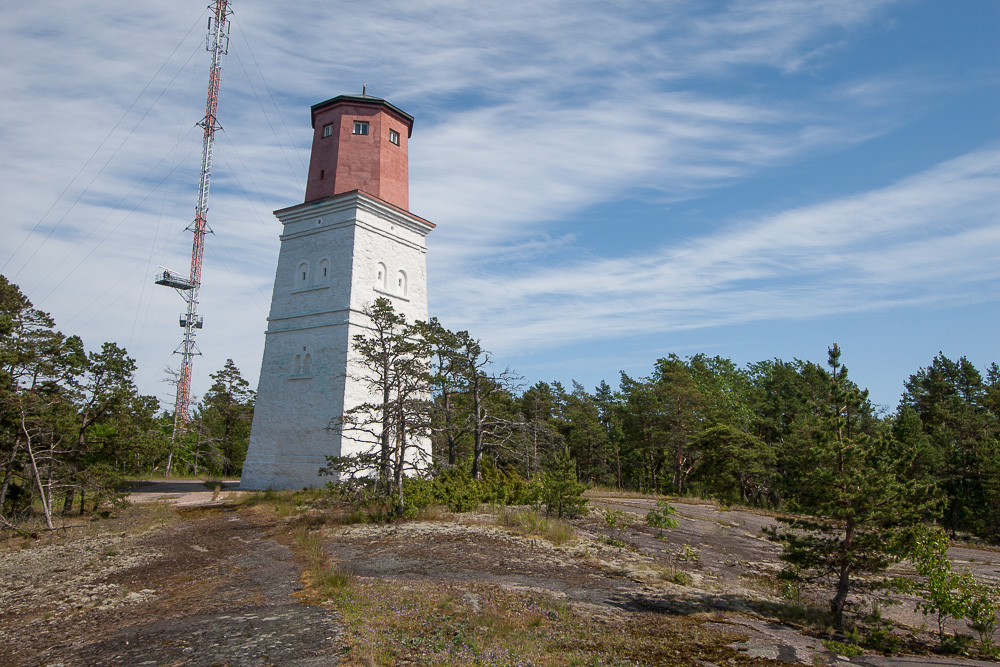
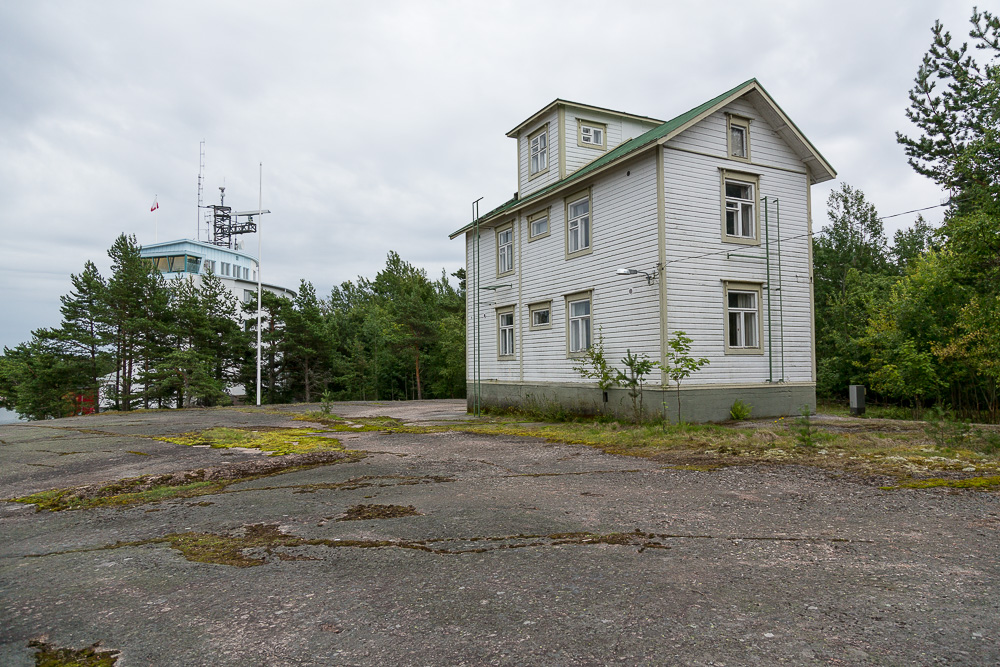
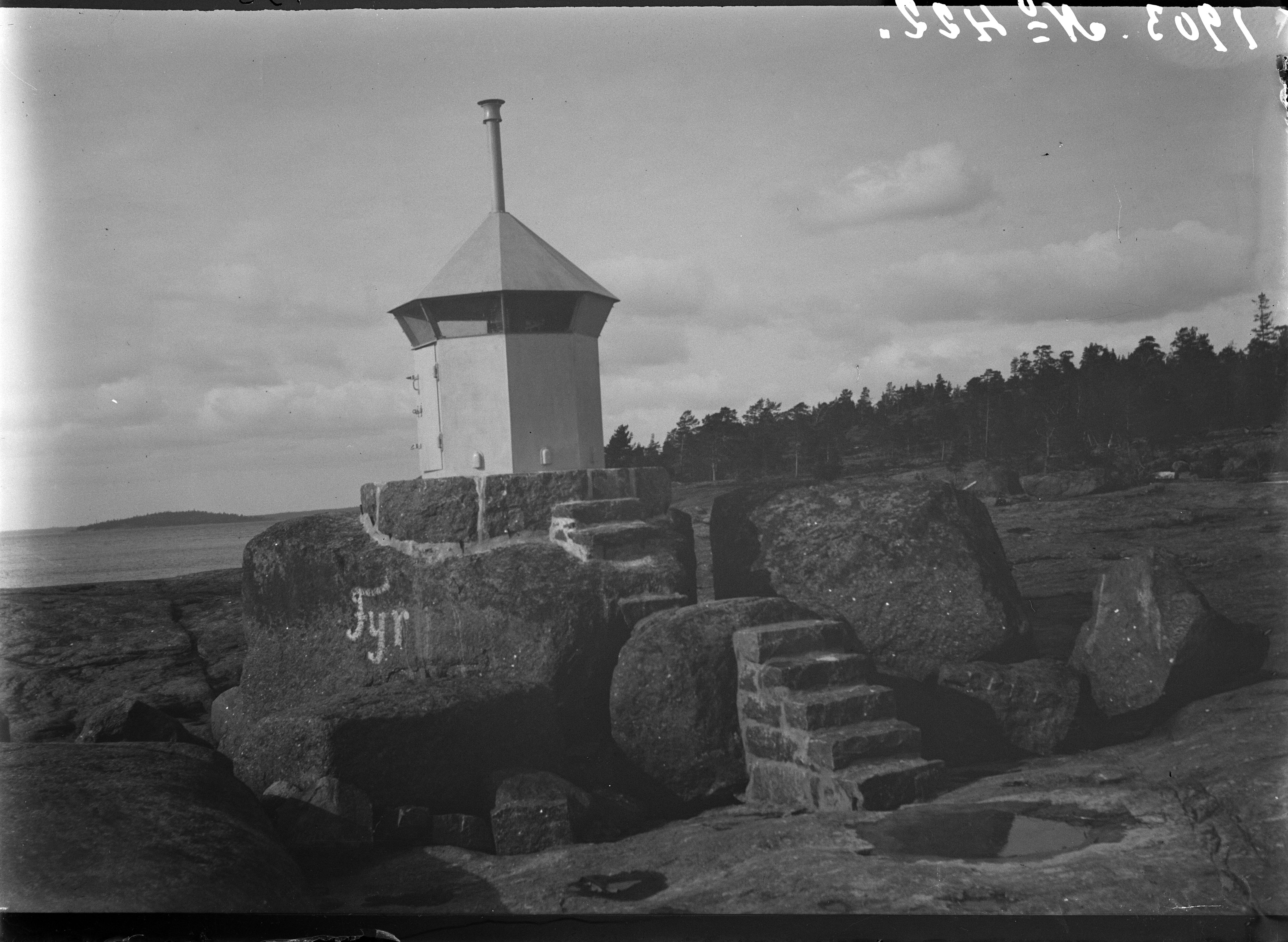